# Оостеярв
О́остеярв (ест. Oostejärv) — природне озеро в Естонії, у волості Ляене-Сааре повіту Сааремаа.

## Розташування
Оостеярв належить до Західно-острівного суббасейну Західноестонського басейну.
Озеро лежить в межах території, що належить селу Атла, на північ від села Аустла.
Акваторія водойми входить до складу національного парку  Вільсанді. В озері мешкає п'явка медична, що відноситься до II природоохоронної категорії (Закон Естонії про охорону природи).

## Опис
Загальна площа озера становить 2,8 га. Довжина берегової лінії — 1 027 м.